# Verne Troyer

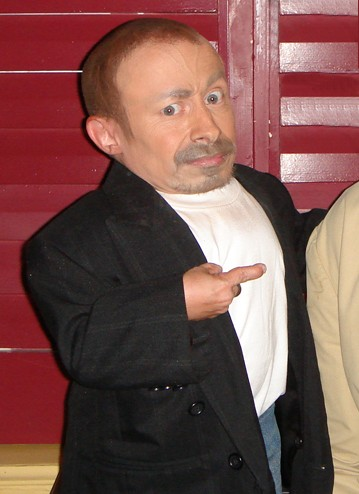
Verne Troyer in 2007

Verne J. Troyer (Sturgis, 1 januari 1969 – Los Angeles, 21 april 2018) was een Amerikaans acteur en stuntman. Hij was vooral bekend om zijn kleine postuur (80 cm). Troyer speelde onder meer Mini-Me in de Austin Powers-films.

## Biografie

### Persoonlijk
Troyer was een zoon van fabrieksarbeidster Susan en monteur Reuben Troyer. Hij had een broer Davon en zus Deborah, groeide op in Centreville (Michigan) en deed eindexamen in 1986.
De acteur zou op 22 februari 2008 met Genevieve Gallen getrouwd zijn, maar vroeg een dag later de nietigverklaring van dat huwelijk aan. Troyer en zijn advocaat ontkenden dat de acteur ooit serieuze trouwplannen had gehad, en beweerden dat het hele huwelijk door Gallen in scène was gezet.
Op 21 maart 2015 werd hij onwel tijdens de Texas Comic Con in de stad Waco en naar een ziekenhuis gebracht.

### Sekstape
Op 25 juni 2008 werd een privé-sekstape van Troyer en zijn voormalige vriendin Ranae Shrider openbaar. De tape was gelekt door Shrider en TMZ.com, en was volgens Shrider gemaakt in een hotel in Beverly Hills tijdens het paasweekend van 2008, waarmee ze ontkende dat de tape was gemaakt in het appartement dat ze met Troyer deelde, zoals eerder werd gemeld. Kevin Blatt, de man achter de Paris Hilton sekstape (2003) trachtte de opname te verkopen. Troyer spande een zaak aan tegen TMZ.com, Blatt en Blatts bedrijf, wegens inbreuk op de privacy en copyrightschending. Op 27 juni verbood een federaal rechter de distributie en vertoning van de film.

### Alcoholvergiftiging
Hij werd op 21 april 2018 dood aangetroffen, hij had heel veel alcohol in zijn lichaam. Hij was de laatste drie weken voor zijn dood in een ziekenhuis om te stoppen met alcohol. Troyer nam een overdosis alcohol en dat werd hem fataal.

## Filmografie
- Pinocchio's Revenge (1996) als Pinocchio dubbel
- Men in Black (1997) als alien zoon
- Wishmaster (1997) als creature stage #1
- My Giant (1998) als worstelaar
- Fear and Loathing in Las Vegas (1998) als Wee Waiter
- The Wacky Adventures of Ronald McDonald: Scared Silly (1998) als Sundae
- Mighty Joe Young (1998) als baby Joe
- Here Lies Lonely (1999) als Virgil
- Instinct (1999) als Gorilla Performer
- Austin Powers: The Spy Who Shagged Me (1999) als Mini-Me
- Mission: Imp (2000) als Ethan Runt
- Bit Players (2000) als Marty Rosenthal
- The Grinch (2000) als Band Member
- Bubble Boy (2001) als Dr. Phreak
- Harry Potter en de Steen der Wijzen (2001) als de kobold Grijphaak
- Run for the Money (2002) als Attila
- Austin Powers in Goldmember (2002) als Mini Me
- Postal (2007) als zichzelf
- The Love Guru (2008) als Coach Punch Cherkov
- College (2008) als zichzelf
- The Imaginarium of Doctor Parnassus (2009) als Percy
- My Son, My Son, What Have Ye Done (2009) als Midget

## Televisie
- Masked Rider (1995-1996) (stunts voor Paul Pistore)
- Shasta McNasty (1999-2000)
- Jack of All Trades (2000) - Napoleon Bonaparte
- Karroll's Christmas (2004)
- The Surreal Life (2005)
- Bo! in the USA (2006)
- The Surreal Life: Fame Games (2007)
- Welcome to Sweden (2007)
- World of Warcraft: What's Your Game?